# Collegio di Halesowen and Rowley Regis
Halesowen and Rowley Regis è stato un collegio elettorale inglese situato nelle Midlands Occidentali, rappresentato alla Camera dei comuni del Parlamento del Regno Unito. Eleggeva un membro del parlamento con il sistema first-past-the-post, ossia maggioritario a turno unico; il collegio è stato abolito in occasione della revisione periodica del 2024.

## Estensione
Halesowen and Rowley Regis si trova a cavallo del borgo metropolitano di Dudley e Sandwell. Copre la parte sud-orientale del borough di Dudley.
- 1997-2010: i ward del borgo metropolitano di Dudley di Belle Vale and Hasbury, Halesowen North, Halesowen South e Hayley Green, e i ward del borgo metropolitano di Sandwell di Blackheath, Cradley Heath and Old Hill e Rowley.
- 2010-2024: i ward del borgo metropolitano di Dudley di Belle Vale, Halesowen North, Halesowen South e Hayley Green and Cradley South, e i ward del borgo metropolitano di Sandwell di Blackheath, Cradley Heath and Old Hill e Rowley.

## Membri del parlamento
| Elezione | Elezione | Deputato         | Partito          |
| -------- | -------- | ---------------- | ---------------- |
|          | 1997     | Sylvia Heal      | Laburista        |
|          | 2010     | James Morris     | Conservatore     |
|          | 2024     | Collegio abolito | Collegio abolito |

## Elezioni

### Elezioni negli anni 2010
| Partito                    | Partito                                   | Candidato                  | Risultati 12 dicembre 2019 | Risultati 12 dicembre 2019 |
| Partito                    | Partito                                   | Candidato                  | Voti                       | %                          |
| -------------------------- | ----------------------------------------- | -------------------------- | -------------------------- | -------------------------- |
|                            | Conservatore                              | James Morris               | 25 607                     | 60,47                      |
|                            | Laburista                                 | Ian Cooper                 | 13 533                     | 31,96                      |
|                            | Lib Dem                                   | Ryan Priest                | 1 738                      | 4,10                       |
|                            | Verdi                                     | James Windridge            | 934                        | 2,21                       |
|                            | Indipendente                              | Jon Cross                  | 232                        | 0,55                       |
|                            | Indipendente                              | Ian Fleming                | 190                        | 0,45                       |
|                            | Indipendente                              | Tim Weller                 | 111                        | 0,26                       |
|                            |                                           |                            |                            |                            |
| Iscritti                   | Iscritti                                  | Iscritti                   | 68 300                     | 100,00                     |
| ↳ Votanti (% su iscritti)  | ↳ Votanti (% su iscritti)                 | ↳ Votanti (% su iscritti)  | 42 345                     | 62,00                      |
| ↳ Astenuti (% su iscritti) | ↳ Astenuti (% su iscritti)                | ↳ Astenuti (% su iscritti) | 25 955                     | 38,00                      |
|                            |                                           |                            |                            |                            |
|                            | Esito: collegio confermato a Conservatore |                            |                            |                            |

| Partito                    | Partito                                   | Candidato                  | Risultati 8 giugno 2017 | Risultati 8 giugno 2017 |
| Partito                    | Partito                                   | Candidato                  | Voti                    | %                       |
| -------------------------- | ----------------------------------------- | -------------------------- | ----------------------- | ----------------------- |
|                            | Conservatore                              | James Morris               | 23 012                  | 51,85                   |
|                            | Laburista                                 | Ian Cooper                 | 17 759                  | 40,02                   |
|                            | UKIP                                      | Stuart Henley              | 2 126                   | 4,79                    |
|                            | Lib Dem                                   | Jamie Scott                | 859                     | 1,94                    |
|                            | Verdi                                     | James Robertson            | 440                     | 0,99                    |
|                            | Indipendente                              | Tim Weller                 | 183                     | 0,41                    |
|                            |                                           |                            |                         |                         |
| Iscritti                   | Iscritti                                  | Iscritti                   | 68 804                  | 100,00                  |
| ↳ Votanti (% su iscritti)  | ↳ Votanti (% su iscritti)                 | ↳ Votanti (% su iscritti)  | 44 379                  | 64,50                   |
| ↳ Astenuti (% su iscritti) | ↳ Astenuti (% su iscritti)                | ↳ Astenuti (% su iscritti) | 24 425                  | 35,50                   |
|                            |                                           |                            |                         |                         |
|                            | Esito: collegio confermato a Conservatore |                            |                         |                         |

| Partito                    | Partito                                   | Candidato                  | Risultati 7 maggio 2015 | Risultati 7 maggio 2015 |
| Partito                    | Partito                                   | Candidato                  | Voti                    | %                       |
| -------------------------- | ----------------------------------------- | -------------------------- | ----------------------- | ----------------------- |
|                            | Conservatore                              | James Morris               | 18 933                  | 43,21                   |
|                            | Laburista                                 | Stephanie Peacock          | 15 851                  | 36,17                   |
|                            | UKIP                                      | Dean Perks                 | 7 280                   | 16,61                   |
|                            | Lib Dem                                   | Peter Tyzack               | 905                     | 2,07                    |
|                            | Verdi                                     | John Payne                 | 849                     | 1,94                    |
|                            |                                           |                            |                         |                         |
| Iscritti                   | Iscritti                                  | Iscritti                   | 74 142                  | 100,00                  |
| ↳ Votanti (% su iscritti)  | ↳ Votanti (% su iscritti)                 | ↳ Votanti (% su iscritti)  | 43 818                  | 59,10                   |
| ↳ Astenuti (% su iscritti) | ↳ Astenuti (% su iscritti)                | ↳ Astenuti (% su iscritti) | 30 324                  | 40,90                   |
|                            |                                           |                            |                         |                         |
|                            | Esito: collegio confermato a Conservatore |                            |                         |                         |

| Partito                    | Partito                                           | Candidato                  | Risultati 6 maggio 2010 | Risultati 6 maggio 2010 |
| Partito                    | Partito                                           | Candidato                  | Voti                    | %                       |
| -------------------------- | ------------------------------------------------- | -------------------------- | ----------------------- | ----------------------- |
|                            | Conservatore                                      | James Morris               | 18 115                  | 41,19                   |
|                            | Laburista                                         | Sue Hayman                 | 16 092                  | 36,59                   |
|                            | Lib Dem                                           | Philip Tibbetts            | 6 515                   | 14,81                   |
|                            | UKIP                                              | Derek Baddeley             | 2 824                   | 6,42                    |
|                            | Indipendente                                      | Derek Thompson             | 433                     | 0,98                    |
|                            |                                                   |                            |                         |                         |
| Iscritti                   | Iscritti                                          | Iscritti                   | 63 737                  | 100,00                  |
| ↳ Votanti (% su iscritti)  | ↳ Votanti (% su iscritti)                         | ↳ Votanti (% su iscritti)  | 43 979                  | 69,00                   |
| ↳ Astenuti (% su iscritti) | ↳ Astenuti (% su iscritti)                        | ↳ Astenuti (% su iscritti) | 19 758                  | 31,00                   |
|                            |                                                   |                            |                         |                         |
|                            | Esito: collegio passa da Laburista a Conservatore |                            |                         |                         |

### Elezioni negli anni 2000
| Partito                    | Partito                                | Candidato                  | Risultati 5 maggio 2005 | Risultati 5 maggio 2005 |
| Partito                    | Partito                                | Candidato                  | Voti                    | %                       |
| -------------------------- | -------------------------------------- | -------------------------- | ----------------------- | ----------------------- |
|                            | Laburista                              | Sylvia Heal                | 19 243                  | 46,56                   |
|                            | Conservatore                           | Leslie Jones               | 14 906                  | 36,07                   |
|                            | Lib Dem                                | Martin Turner              | 5 204                   | 12,59                   |
|                            | UKIP                                   | Nikki Sinclaire            | 1 974                   | 4,78                    |
|                            |                                        |                            |                         |                         |
| Iscritti                   | Iscritti                               | Iscritti                   | 65 702                  | 100,00                  |
| ↳ Votanti (% su iscritti)  | ↳ Votanti (% su iscritti)              | ↳ Votanti (% su iscritti)  | 41 327                  | 62,90                   |
| ↳ Astenuti (% su iscritti) | ↳ Astenuti (% su iscritti)             | ↳ Astenuti (% su iscritti) | 24 375                  | 37,10                   |
|                            |                                        |                            |                         |                         |
|                            | Esito: collegio confermato a Laburista |                            |                         |                         |

| Partito                    | Partito                                | Candidato                  | Risultati 7 giugno 2001 | Risultati 7 giugno 2001 |
| Partito                    | Partito                                | Candidato                  | Voti                    | %                       |
| -------------------------- | -------------------------------------- | -------------------------- | ----------------------- | ----------------------- |
|                            | Laburista                              | Sylvia Heal                | 20 804                  | 52,97                   |
|                            | Conservatore                           | Leslie Jones               | 13 445                  | 34,23                   |
|                            | Lib Dem                                | Patrick Harley             | 4 089                   | 10,41                   |
|                            | UKIP                                   | Alan Sheath                | 936                     | 2,38                    |
|                            |                                        |                            |                         |                         |
| Iscritti                   | Iscritti                               | Iscritti                   | 65 675                  | 100,00                  |
| ↳ Votanti (% su iscritti)  | ↳ Votanti (% su iscritti)              | ↳ Votanti (% su iscritti)  | 39 274                  | 59,80                   |
| ↳ Astenuti (% su iscritti) | ↳ Astenuti (% su iscritti)             | ↳ Astenuti (% su iscritti) | 26 401                  | 40,20                   |
|                            |                                        |                            |                         |                         |
|                            | Esito: collegio confermato a Laburista |                            |                         |                         |

## Risultati dei referendum

### Referendum sulla permanenza del Regno Unito nell'Unione europea del 2016
|             | Collegio                   | Lasciare UE % | Rimanere in UE % |
| ----------- | -------------------------- | ------------- | ---------------- |
|             | Halesowen and Rowley Regis | 66,3%         | 33,7%            |
| Inghilterra | 53,3%                      | 46,7%         |                  |
| Regno Unito | 51,9%                      | 48,1%         |                  |